# Дуденево (Ярославская область)

Дуденево — деревня в Брейтовском районе Ярославской области. Входит в состав Брейтовского сельского поселения.

## География
Находится в северо-западной части Ярославской области на расстоянии приблизительно 5 км на запад по прямой от административного центра района села Брейтово.

## История
Была отмечена еще на карте 1798 года. В 1859 году здесь (деревня Моложского уезда Ярославской губернии) было учтено 10 дворов, в 1898 — 77.

## Население
Численность населения: 287 человек (1859 год), 82 (русские 99 %) в 2002 году, 51 в 2010.